# Tillandsia rectifolia
Tillandsia rectifolia là một loài thực vật có hoa trong họ Bromeliaceae. Loài này được C.A.Wiley ex Rauh miêu tả khoa học đầu tiên năm 1979.